# Carmen María Jaramillo
Carmen María Jaramillo (Manizales,1958) es historiadora del arte, curadora independiente y escritora. Estudió filosofía en Bogotá. Posteriormente, realizó maestría en Historia y Teoría del Arte y la Arquitectura de la Universidad Nacional de Colombia (1998-1999). Su tesis se llamó "Manifestaciones de la crisis del arte moderno en Colombia: 1968-1978". Dicha tesis posteriormente se convertiría en el libro "Fisuras del arte moderno en Colombia". Actualmente vive y trabaja en Villa de Leyva, Boyacá.
Trabajó en el departamento de Curaduría del Museo de Arte Moderno de Bogotá entre 1986 y 1993 y de 1994 a 1998 fue curadora del Museo. Se desempeñó como Directora de Artes Visuales de Colcultura (institución que antecedió al Ministerio de Cultura en Colombia), de 1991 a 1992. En el Banco de la República fue Directora de los museos de arte (2009).  Se desempeñó como docente de la Universidad de los Andes entre 2004 y 2008. Fue decana del Programa de Artes Plásticas de la Universidad  Jorge Tadeo Lozano (2010-2014).

## Una aproximación a la consolidación del arte moderno en Colombia (2005)
En la década del noventa, Carmen María Jaramillo se dedicó a pensar el arte colombiano, interesada en entender las manifestaciones del arte moderno en Colombia e identificar sus genealogías. Fue así como le interesó un momento de transición política, económica y cultural: las décadas de los 40 y 50. Es precisamente a este período que se dedica "Una aproximación a la consolidación del arte moderno en Colombia", texto que resume una investigación de varios años, apoyada por una beca otorgada por el Ministerio de Cultura. Al respecto de dicha investigación, dice Natalia Gutiérrez en la presentación del mismo, publicado en la Revista Textos [13] de la Facultad de Artes de la Universidad Nacional: Carmen María Jaramillo, en este texto "rastrea el método de construcción de los lenguajes plásticos de los artistas modernos en Colombia. Marco Ospina, Enrique Grau y Alejandro Obregón, entre otros, que  incorporaron elementos de las vanguardias europeas”.

## Fisuras y quiebres en el arte moderno (2012)
Desde el año 2000 y por cerca de veinte años, Jaramillo se dedicó a explorar el arte colombiano y sus expresiones en las décadas de los años sesenta y setenta, en publicaciones monográficas sobre algunos artistas. La investigadora se dedicó a elaborar un relato contextualizado de dicho período. Ello se  ve en el libro publicado por la Fundación Gilberto Alzate Avendaño y denominado "Fisuras del arte moderno en Colombia".
En el mismo, Carmen María Jaramillo afirma: "Este libro se puede abordar bien sea como una yuxtaposición de mapas fragmentarios donde se advierten relaciones que estaban poco exploradas  o como una constelación de coordenadas que permiten proyectar posibles cartografías sobre el período que se aborda".

## Mujeres entre líneas (2015)
La historiografía colombiana tenía enormes vacíos cuando se trataba de pensar la producción realizada por las mujeres artistas. Tampoco las relaciones establecidas entre la academia, la formación y las mujeres había sido suficientemente investigada. Jaramillo, desde un interés feminista, ha dedicado parte de sus esfuerzos a recoger, atar y formular un relato coherente.  

## Libros y publicaciones
- “Alejandro Obregón en Contexto” (El mago del Caribe, Asociación de Amigos del Museo Nacional de Colombia, Bogotá, 2001).
- “Una mirada a los orígenes del campo de la crítica de arte en Colombia” ( Revista, Universidad de Antioquia, Medellín 2004).
- “Una aproximación a la consolidación del arte moderno en Colombia” (Revista Textos: tesis de  Maestría en Historia y Teoría del Arte,  Universidad Nacional, Bogotá, 2005).
- “Fisuras del arte moderno en Colombia” (Fundación Gilberto Alzate Avendaño, Bogotá, 2012).[1]
- “En primera persona”, ensayo que forma parte del catálogo de la exposición Mujeres radicales (Museo Hammer, Los Angeles, 2017).

## Curadurías destacadas
- Alejandro Obregón, pinturas 1947-1968 (Museo Nacional de Colombia).[2][3]
- A través del espejo (Museo de Arte Moderno de Bogotá).
- Otras miradas (itinerante por museos en América Latina y Europa).
- Mujeres entre líneas (exposición iconográfica, Museo Nacional de Colombia).
- "El arte de la desobediencia. MAMBO 1965-1984". Carmen María Jaramillo fue curadora, junto con María Wills y Sylvia Juliana Suárez, de esta muestra, llevada a cabo en el Museo de Arte Moderno de Bogotá.[4]

Participó del equipo curatorial que desarrolló el montaje de la Colección permanente del Banco de la República (2010-2014).